# Рікардінью
Рікарді́ньйо (порт. Ricardinho, нар. 23 травня 1976, Сан-Паулу) — бразильський футболіст, що грав на позиції півзахисника. По завершенні ігрової кар'єри — тренер.
Виступав за ряд клубів, а також національну збірну Бразилії, у складі якої став чемпіоном світу.

## Клубна кар'єра
У дорослому футболі дебютував 1995 року виступами за команду клубу «Парана», в якій провів два сезони, взявши участь у 29 матчах чемпіонату.
Протягом сезону 1997/98 років захищав кольори французького «Бордо».
1998 року півзахисник повернувся до Бразилії, в «Корінтіанс», з яким за чотири роки завоював два титули чемпіона Бразилії і штату Сан-Паулу, Кубок Ріо-Сан-Паулу, Кубок Бразилії, а також став першим в історії переможцем Клубного чемпіонату світу ФІФА в 2000 році. Рікардіньо був одним з лідерів у своїй команді, поряд з Вампетою, Марселіньйо Каріокою, Фредді Рінконом, Еділсоном і Луїзао.
Після завоювання зі збірною Бразилії титулу чемпіона світу в 2002 році Рікардіньо вирішив перейти в стан найлютіших суперників «Корінтіанса», «Сан-Паулу». Сума угоди склала 20,2 млн реалів (близько 7,8 млн євро), що стало рекордним показником в угодах між двома бразильськими клубами (згодом цей рекорд був побитий тільки трансфером Гансо з «Сантоса» в «Сан-Паулу»). Даний перехід викликав неоднозначну реакцію як у вболівальників «тімао», так і «триколірних». Рікардіньо не зміг добитися з «Сан-Паулу» таких же результатів, як і в «Корінтіансі», в 2004 році ненадовго з'їздив в англійський «Мідлсбро», а потім приєднався до своєї третьої команді з штату Сан-Паулу, «Сантуса».
У стані «риб» Рікардіньо знову став демонструвати високий рівень футболу і до кінця року навіть отримав капітанську пов'язку. Разом з «Сантусом» Рікардіньо виграв черговий титул чемпіона Бразилії, а також втретє в кар'єрі потрапив в символічну збірну чемпіонату. У 2006 році повернувся в «Корінтіанс», але в цей раз провів у команді лише півроку і по закінченні Кубка Лібертадорес був проданий в турецький «Бешикташ».
У Туреччині за два роки Рікардіньо виграв Кубок країни, після чого провів ще один сезон у чемпіонаті Катару за «Аль-Райян». Останнім великим клубом в ігровій кар'єрі Рікардіньо став «Атлетіко Мінейру», який, втім, у 2009—2011 роках мав проблеми з грою і фінансами.
Завершив професійну ігрову кар'єру у клубі «Баїя», за який виступав протягом 2011—2012 років.

## Виступи за збірну
2000 року дебютував в офіційних матчах у складі національної збірної Бразилії.
У складі збірної був учасником чемпіонату світу 2002 року в Японії і Південній Кореї, здобувши того року титул чемпіона світу. Він зіграв на переможному турнірі в трьох матчах.
Наступного року був у заявці збірної на Кубку конфедерацій 2003 року у Франції, але бразильці несподівано не змогли вийти з групи.
У 2006 році півзахисник зіграв ще у двох матчах на чемпіонаті світу 2006 року у Німеччині, але збірна Бразилії дійшла лише до ¼ фіналу.
Незабаром після «мундіалю» перестав викликатись до збірної. Всього протягом кар'єри у національній команді, яка тривала 7 років, провів у формі головної команди країни 21 матч, забивши 1 гол.

## Кар'єра тренера
Розпочав тренерську кар'єру відразу ж по завершенні кар'єри гравця, 2012 року, очоливши тренерський штаб клубу «Парана».
В подальшому очолював команди клубів «Сеара» та «Аваї».
Наразі останнім місцем тренерської роботи був клуб «Санта-Круж», команду якого Рікардінью очолював як головний тренер у 2015 році.

## Статистика
| Чемпіонат | Чемпіонат          | Чемпіонат    | Ліга | Ліга |
| Сезон     | Клуб               | Ліга         | Ігри | Голи |
| Бразилія  | Бразилія           | Бразилія     | Ліга | Ліга |
| --------- | ------------------ | ------------ | ---- | ---- |
| 1995      | «Парана»           | Серія А      | 14   | 0    |
| 1996      | «Парана»           | Серія А      | 15   | 1    |
| 1997      | «Парана»           | Серія А      | 0    | 0    |
| Франція   | Франція            | Франція      | Ліга | Ліга |
| 1997/98   | «Бордо»            | Дивізіон 1   | 18   | 1    |
| Бразилія  | Бразилія           | Бразилія     | Ліга | Ліга |
| 1998      | «Корінтіанс»       | Серія А      | 22   | 2    |
| 1999      | «Корінтіанс»       | Серія А      | 18   | 4    |
| 2000      | «Корінтіанс»       | Серія А      | 20   | 2    |
| 2001      | «Корінтіанс»       | Серія А      | 21   | 8    |
| 2002      | «Сан-Паулу»        | Серія А      | 16   | 3    |
| 2003      | «Сан-Паулу»        | Серія А      | 23   | 1    |
| Англія    | Англія             | Англія       | Ліга | Ліга |
| 2003/04   | «Мідлсбро»         | Прем'єр-ліга | 0    | 0    |
| Бразилія  | Бразилія           | Бразилія     | Ліга | Ліга |
| 2004      | «Сантус»           | Серія А      | 37   | 10   |
| 2005      | «Сантус»           | Серія А      | 35   | 10   |
| 2006      | «Корінтіанс»       | Серія А      | 8    | 1    |
| Туреччина | Туреччина          | Туреччина    | Ліга | Ліга |
| 2006/07   | «Бешикташ»         | Суперліга    | 30   | 6    |
| 2007/08   | «Бешикташ»         | Суперліга    | 13   | 2    |
| Катар     | Катар              | Катар        | Ліга | Ліга |
| 2008/09   | «Аль-Райян»        | Ліга зірок   | 24   | 9    |
| Бразилія  | Бразилія           | Бразилія     | Ліга | Ліга |
| 2009      | «Атлетіко Мінейру» | Серія А      | 12   | 2    |
| 2010      | «Атлетіко Мінейру» | Серія А      | 29   | 5    |
| 2011      | «Баїя»             | Серія А      | 21   | 0    |
| Бразилія  | Бразилія           | Бразилія     | Ліга | Ліга |
| Країна    | Бразилія           | Бразилія     | 291  | 49   |
| Країна    | Франція            | Франція      | 18   | 1    |
| Країна    | Англія             | Англія       | 0    | 0    |
| Країна    | Туреччина          | Туреччина    | 43   | 8    |
| Країна    | Катар              | Катар        | 24   | 9    |
| Всього    | Всього             | Всього       | 376  | 67   |

| Збірна Бразилії | Збірна Бразилії | Збірна Бразилії |
| Роки            | Ігри            | Голи            |
| --------------- | --------------- | --------------- |
| 2000            | 2               | 0               |
| 2001            | 1               | 0               |
| 2002            | 4               | 0               |
| 2003            | 4               | 0               |
| 2004            | 1               | 0               |
| 2005            | 5               | 1               |
| 2006            | 4               | 0               |
| Всього          | 21              | 1               |

## Досягнення
| - Чемпіон світу: Бразилія: 2002 - Клубний чемпіон світу: «Корінтіанс»: 2000 - Чемпіон Бразилії: «Корінтіанс»: 1998, 1999: «Сантус»: 2004 - Володар Кубка Бразилії: «Корінтіанс»: 2002 - Володар Кубка Туреччини: «Бешикташ»: 2007 - Переможець Турніру Ріо-Сан-Паулу: «Фламенго»: 2002 - Переможець Ліги Пауліста: «Корінтіанс»: 1999, 2001 - Переможець Ліги Паранаенсе: «Парана»: 1995, 1996, 1997 - Переможець Ліги Мінейру: «Атлетіко Мінейру»: 2010 | - Володар Срібного м'яча (гравець символічної збірної чемпіонату Бразилії) (3): 1996, 2000, 2004 - Переможець Ліги Пернамбукано: «Санта-Круж»: 2010 |